# Huacas (Santa Cruz, Guanacaste)
Huacas es un poblado localizado a 42 km al noroeste de la ciudad de Santa Cruz, pertenece al distrito de Tempate en la provincia de Guanacaste, Costa Rica en América Central.
Huacas, a su vez, posee los siguientes barrios: Las Lajas, Los Mangos entre otros. En el poblado existen varios servicios básicos de salud, seguridad ciudadana, educación básica, bancos, tiendas, entre otras. La escuela pública de Huacas brinda enseñanza en los ciclos I y II, además existe un Jardín de Infancia (antiguamente CEN-CINAI). 
Huacas se caracteriza por ser una comunidad tranquila, y de negocios.  Cada año Huacas atrae a visitantes que llegan de todas partes de la región para celebrar las fiestas típicas de esta comunidad que por lo general se desarrollan a finales del mes de enero de cada año, en las cuales se pueden apreciar comidas típicas, bailes, sin olvidar popular la monta de toros al estilo rústico guanacasteco.

## Historia
Los primeros pobladores de esta zona fueron indígenas chorotegas, de los cuales aún se pueden encontrar sepulcros o más comúnmente llamadas "huacas" en las cercanías. Este es el motivo por el cual la población lleva este nombre. Los colonos españoles llegaron desde el Norte y también desde Panamá, o sea, desde el Sur por vía del Golfo de Nicoya. En su mayoría, estos exploradores y colonizadores provenían de la que hoy en día es Nicaragua y eran principalmente colonos andaluces dedicados a la ganadería. Estos europeos trajeron consigo otro elemento o aporte étnico: esclavos africanos de origen bantú que con el pasar de los años se mezclaron con los locales dando origen a la mezcla de razas que actualmente constituye la cultura guanacasteca.
Parte de este legado son las marimba (instrumento parecido al xilófono traído desde África y el quijongo, instrumento de cuerda en forma de arco con una cajita de resonancia hecha con jícaros)
Como en casi toda localidad guanacasteca, el folclor y las tradiciones populares tienen una gran importancia cultural y conllevan un sentido de identidad y apego sociocultural. Como es normal en esta región, la variedad lingüística o regiolecto hablado es muy similar a la de algunas regiones de Nicaragua y existen marcadas diferencias dialectales entre los hablantes de esta región y los de la Meseta Central, sin que esto conlleve a problemas de comprensión mutua.
En años recientes y a pesar de los esfuerzos realizados por varias asociaciones de desarrollo y entidades gubernamentales, poco ha cambiado en Huacas y existe un rezago con respecto a otras comunidades del país. Lamentablemente, la realidad de este caserío no escapa a la gran realidad del resto de la provincia en donde la poca formación académica entre las personas adultas, las escasas oportunidades y fuentes de trabajo crean un muy bajo índice de desarrollo humano, el cual no se hace tan evidente debido a la naturaleza rural y agraria de los pobladores y el mantenimiento de una microeconomía local.

## Ubicación
Existen muchas formas de llegar a este poblado: desde Santa Cruz por medio de transportes públicos; además existen carreteras y caminos vecinales que conectan a Huacas con el resto de las comunidades costeras 

## Economía
Debido a que Huacas pertenece al distrito primero del cantón de Santa Cruz, sus habitantes realizan la mayor parte de sus transacciones comerciales y financieras en esa ciudad.
Además por la ubicación de Huacas, se ha convertido en una vía principal de negocios por la cercanía a las playas.
Las principales fuentes de empleo son la agricultura y la ganadería. En las últimas décadas ha habido más oportunidades para los lugareños en las zonas costeras con el apogeo del turismo que ofrece puestos de trabajo en la construcción civil o servicios afines al turismo. Lamentablemente, el turismo y el capital invertido en él están tan interligados y dependientes de la situación económica en los Estados Unidos y otros países de donde fluye el capital de inversionistas que últimamente se ha sentido con mayor fuerza el efecto de la crisis económica en EE. UU. y gran parte de la población vecina no ha escapado a esta realidad.

## Desarrollos Reconocidos
Unos de los principales desarrollos en Huacas es la comunidad Valle Escondido de Huacas, constituye de un complejo de 15 lotes a la venta. Los lotes son vendidos y administrados por inversores, los cuales son residentes de Huacas.
También conocido en inglés como Hidden Valley Mountain Estates
- Datos: Q24254329